# Kreuzungsmast

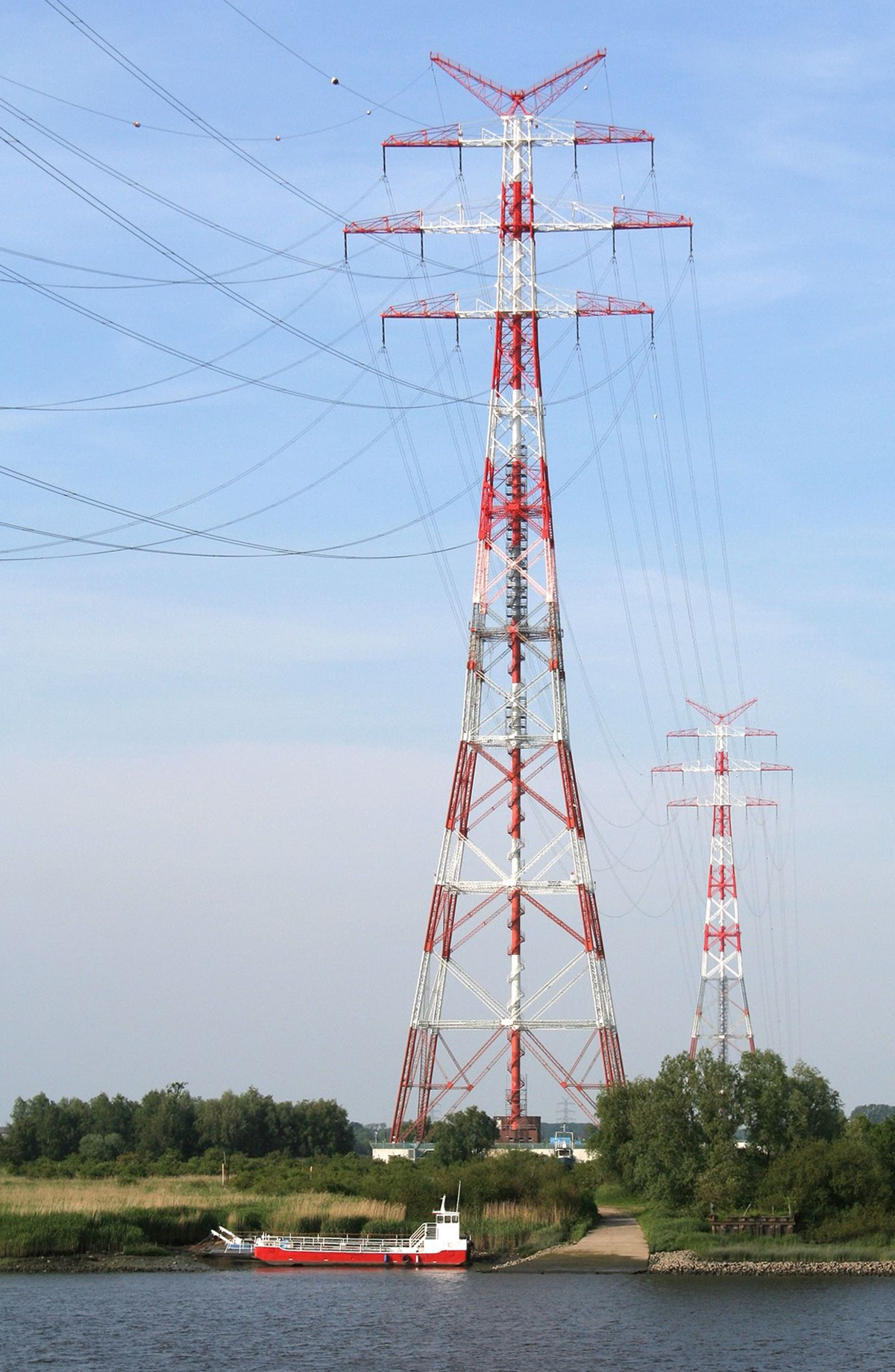
Kreuzungsmast an der Elbekreuzung 2.

Ein Kreuzungsmast ist ein Freileitungsmast zur Realisierung einer Trassenquerung bzw. Trassenkreuzung von Freileitungen, von Verkehrswegen, eines Flusses oder Wasserlaufs, einer Meerenge oder eines Tals etc.
Kreuzungsmaste für die Überquerung von Tälern brauchen, wenn die Topografie des Tales eine geeignete Leitungsführung zulässt, nicht sehr hoch zu sein. Allerdings muss zwischen den Leiterseilen ein ausreichender Abstand vorhanden sein, damit bei Annäherung ein  Kurzschluss zwischen den Seilen bei starkem Wind oder Raureif verhindert wird. Aus diesem Grund haben diese, wie Freileitungsmasten auch, zur Überquerung breiter Flüsse und Meerengen stets breitere Traversen. Bei sehr großen Spannweiten sieht man für jede Phase einen eigenen Mast vor, das ermöglicht niedrigere Masten. Damit kann der Abstand zwischen den Phasen frei gewählt werden.
Kreuzungsmaste für die Überquerung breiter Flüsse und Meerengen, insbesondere bei flacher Topografie sind meist sehr hohe Konstruktionen, um für Schiffe die benötigte Durchfahrtshöhe zu gewährleisten.
Besondere Kreuzungsmaste findet man oft an den Stellen, an denen eine Luftseilbahn über eine Freileitung hinwegführt. Hierbei kommen manchmal Maste zum Einsatz, die eine Einrüstung der Freileitung im Kreuzungsabschnitt gewährleisten. Diese Maßnahme ermöglicht im Havariefall die Bergung von Passagieren aus der Luftseilbahn, ohne die Leitung abschalten zu müssen. Solche Konstruktionen findet man südlich von Zermatt, bei der Patscherkofelbahn in Innsbruck und bei der Penkenbahn in Mayrhofen.

## Bilder

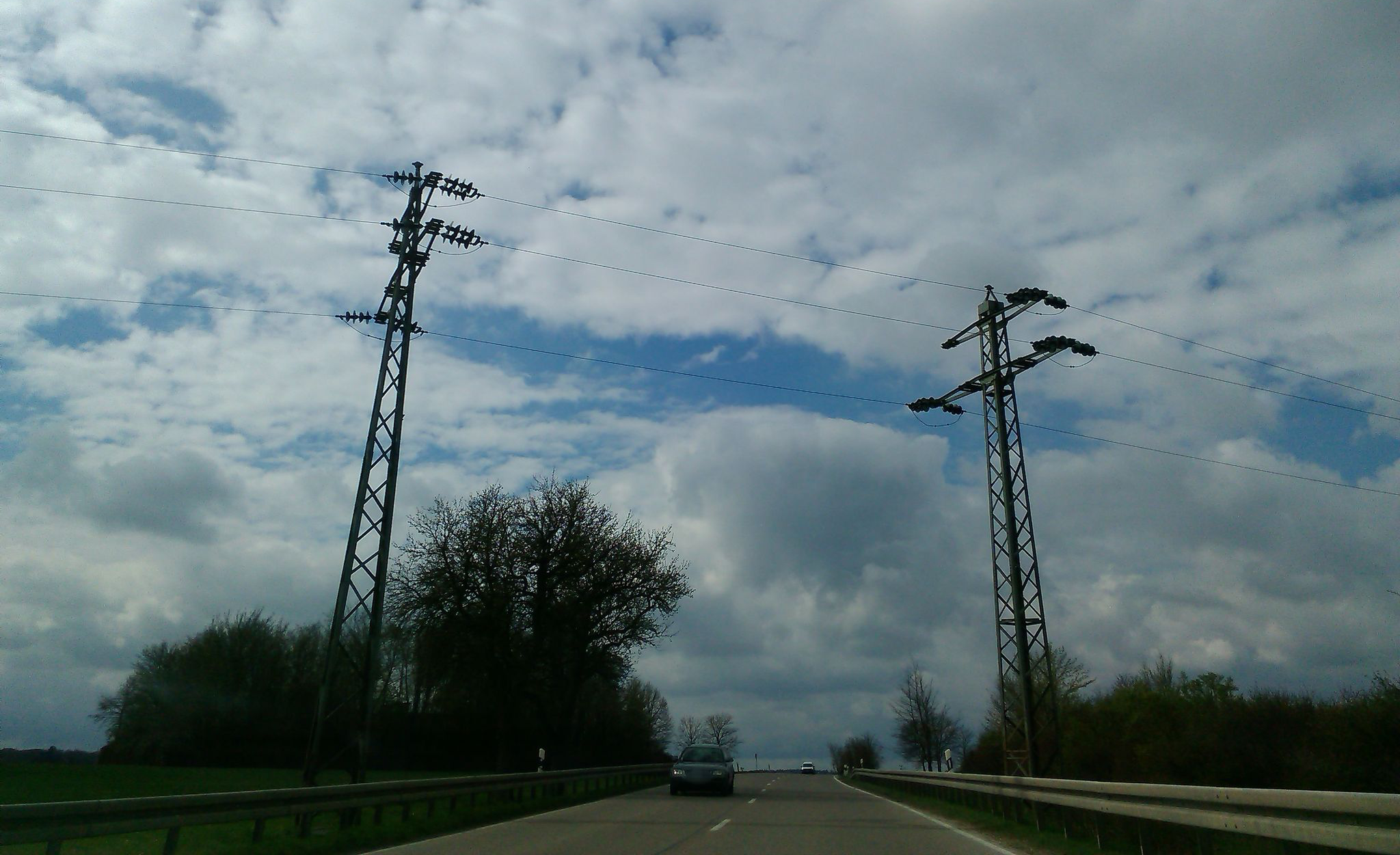
Bei sehr alten Freileitungen wurden jeweils unmittelbar an der Straße zwei Abspannmasten gebaut, um diese zu überqueren, ggf. wurde sogar ein Schutznetz oder eine Schutzbrücke gebaut.
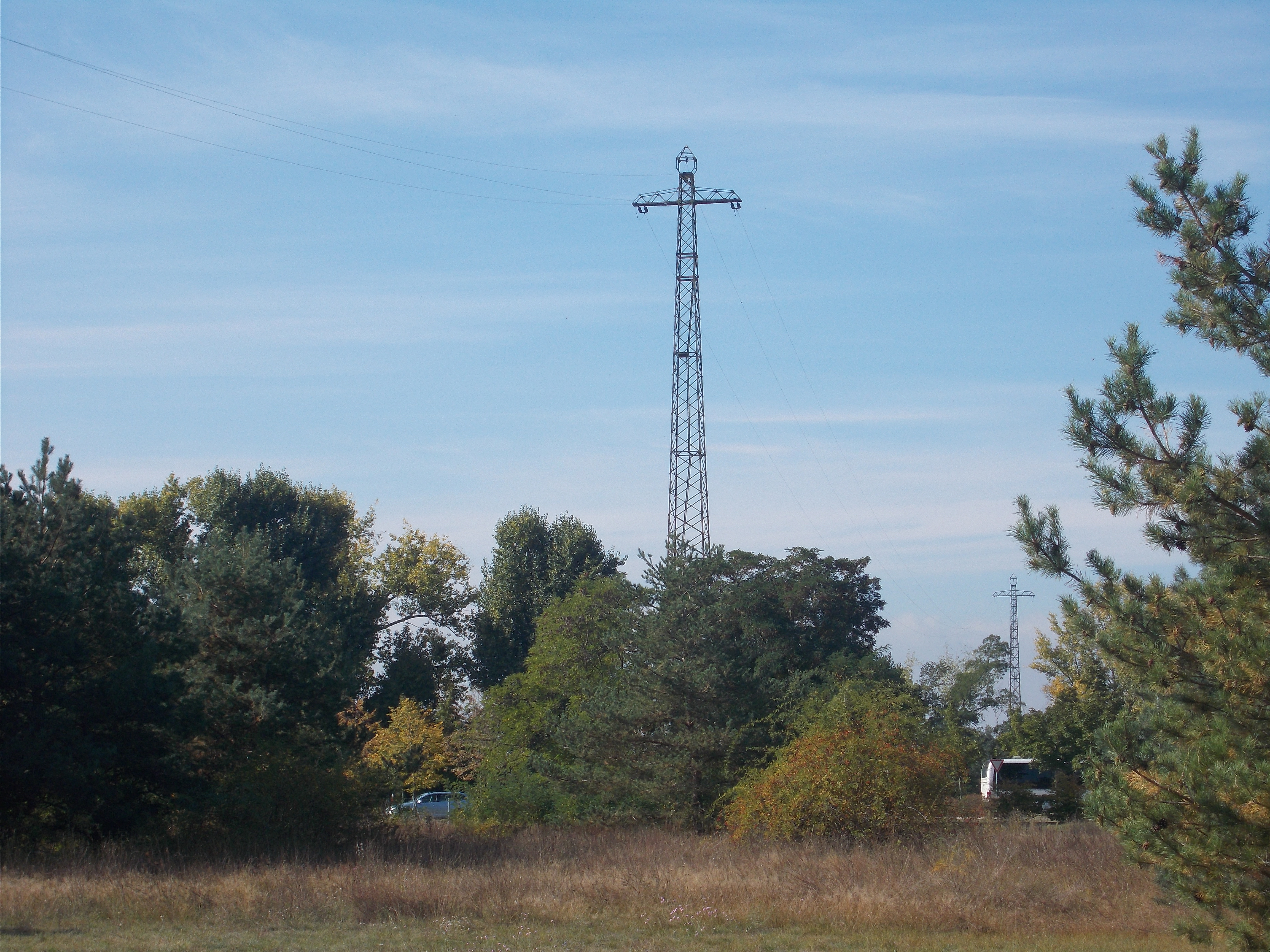
Kreuzungsmaste einer Mitelspannungsleitung bei der Schleuse Hohenwarthe
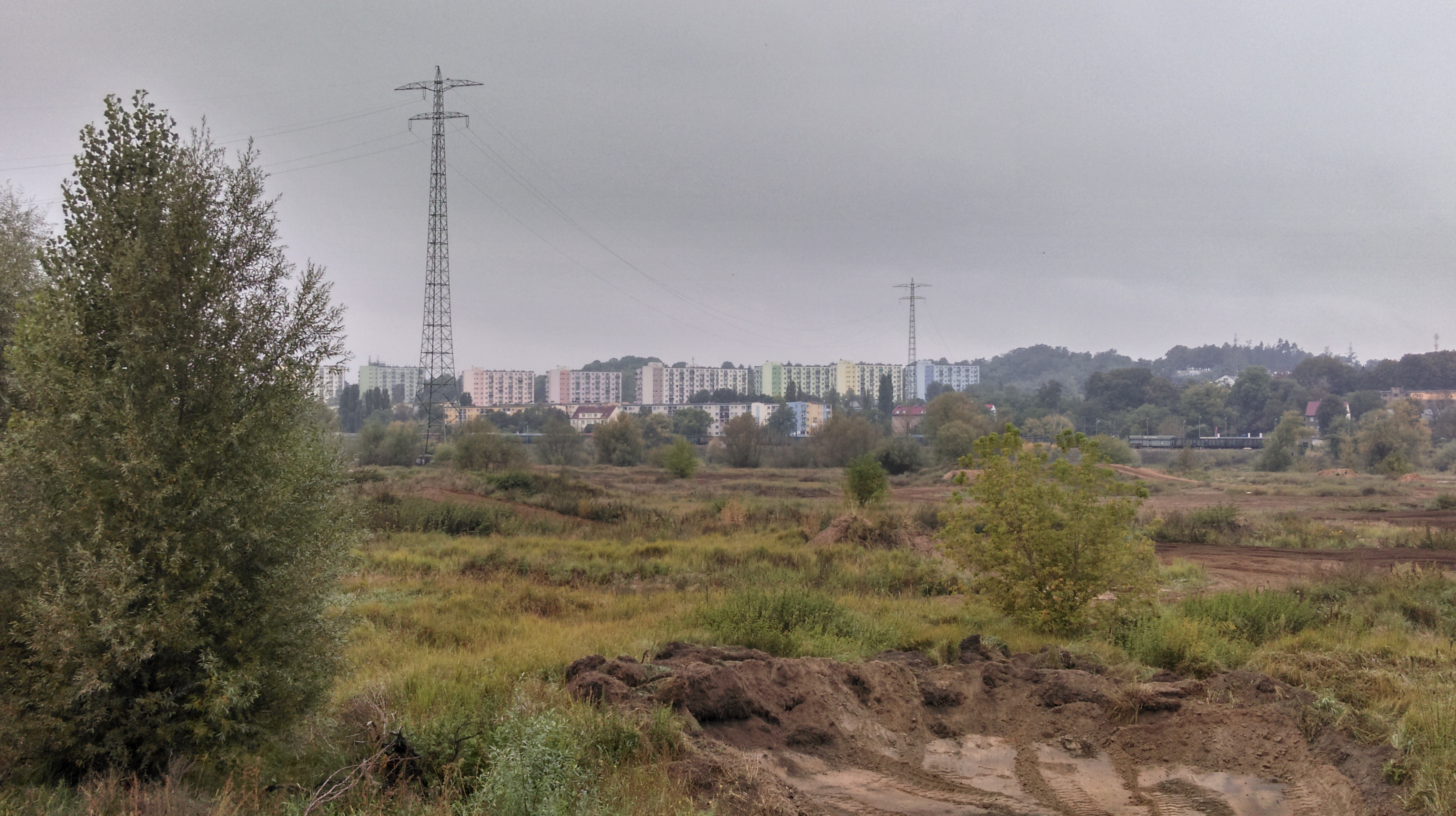
Kreuzungsmaste zur Überquerung eines Flusses
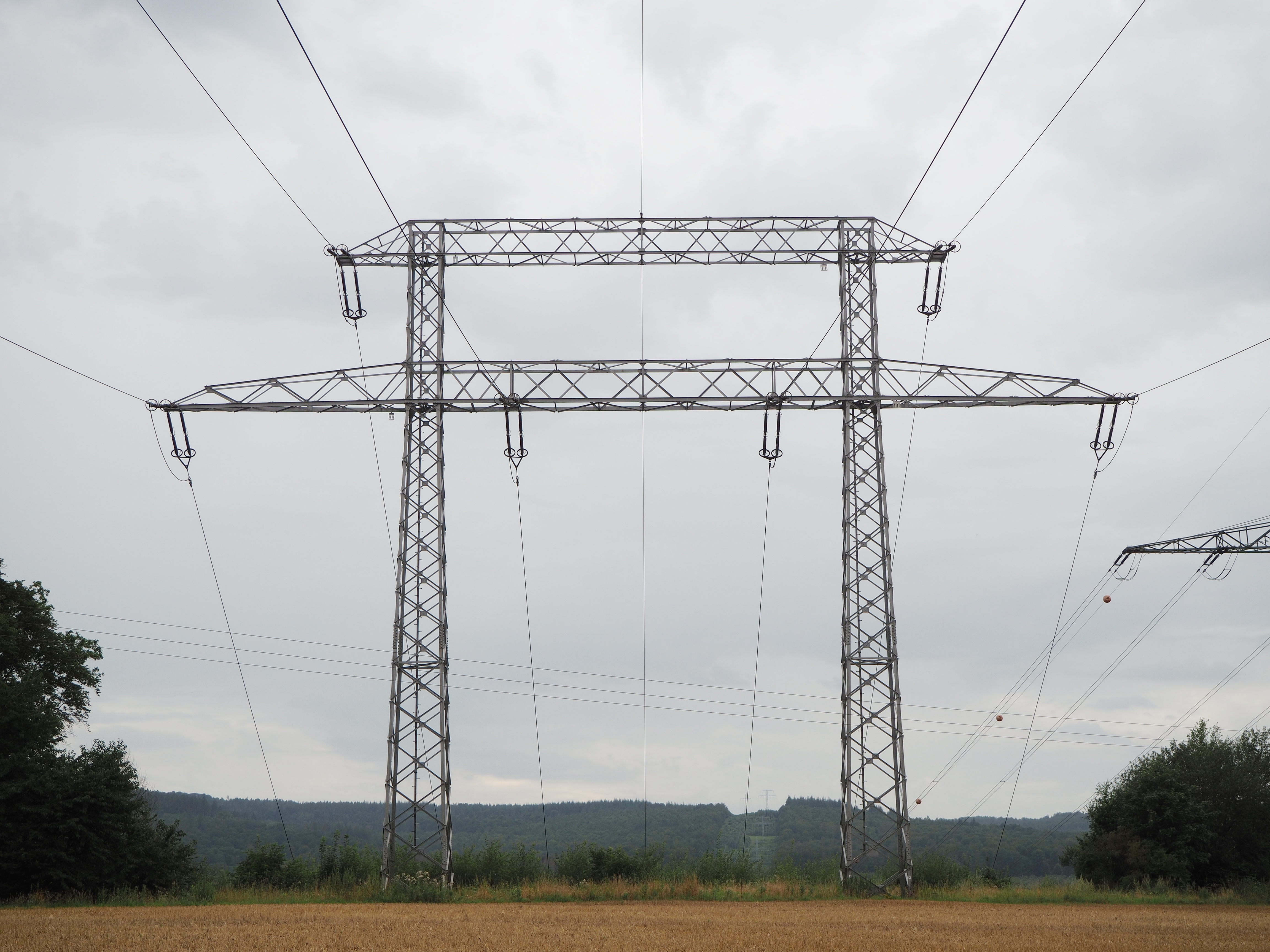
Massive Portalmasten zur Überquerung eines Tals
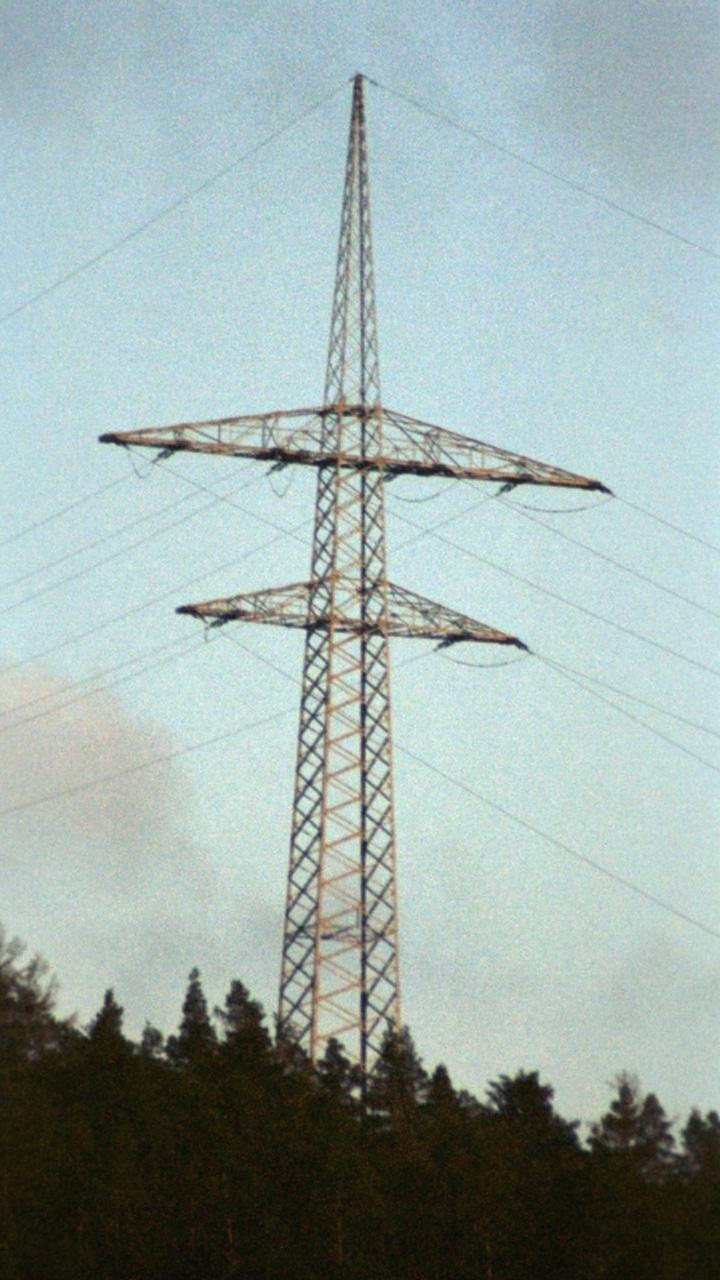
Weitabspannmast für die Überquerung eines Tals
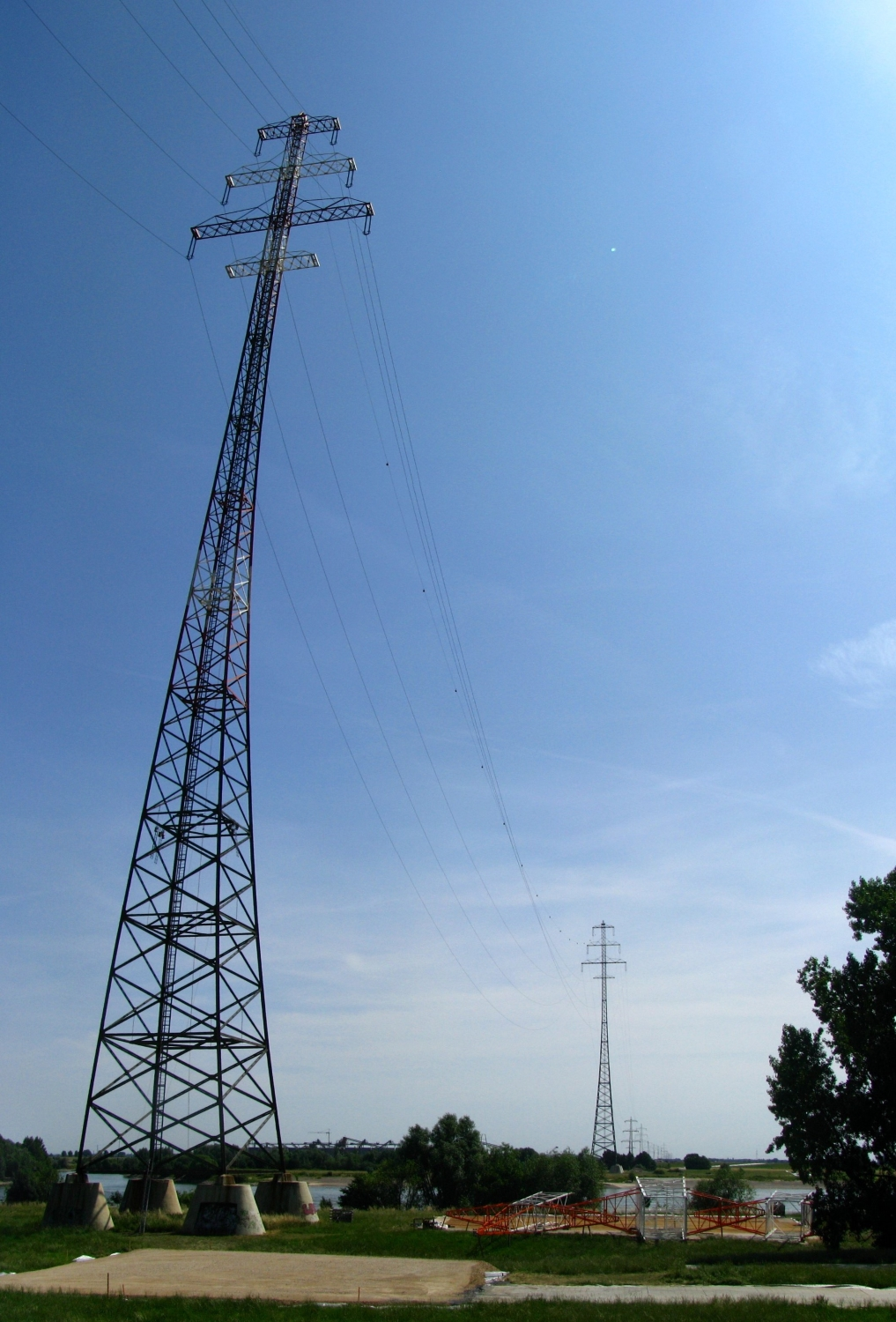
138 m hoher Mast der Rhein-Freileitungskreuzung Voerde, zum Bauzeitpunkt 1926 gehörten diese zu den höchsten Masten der Welt
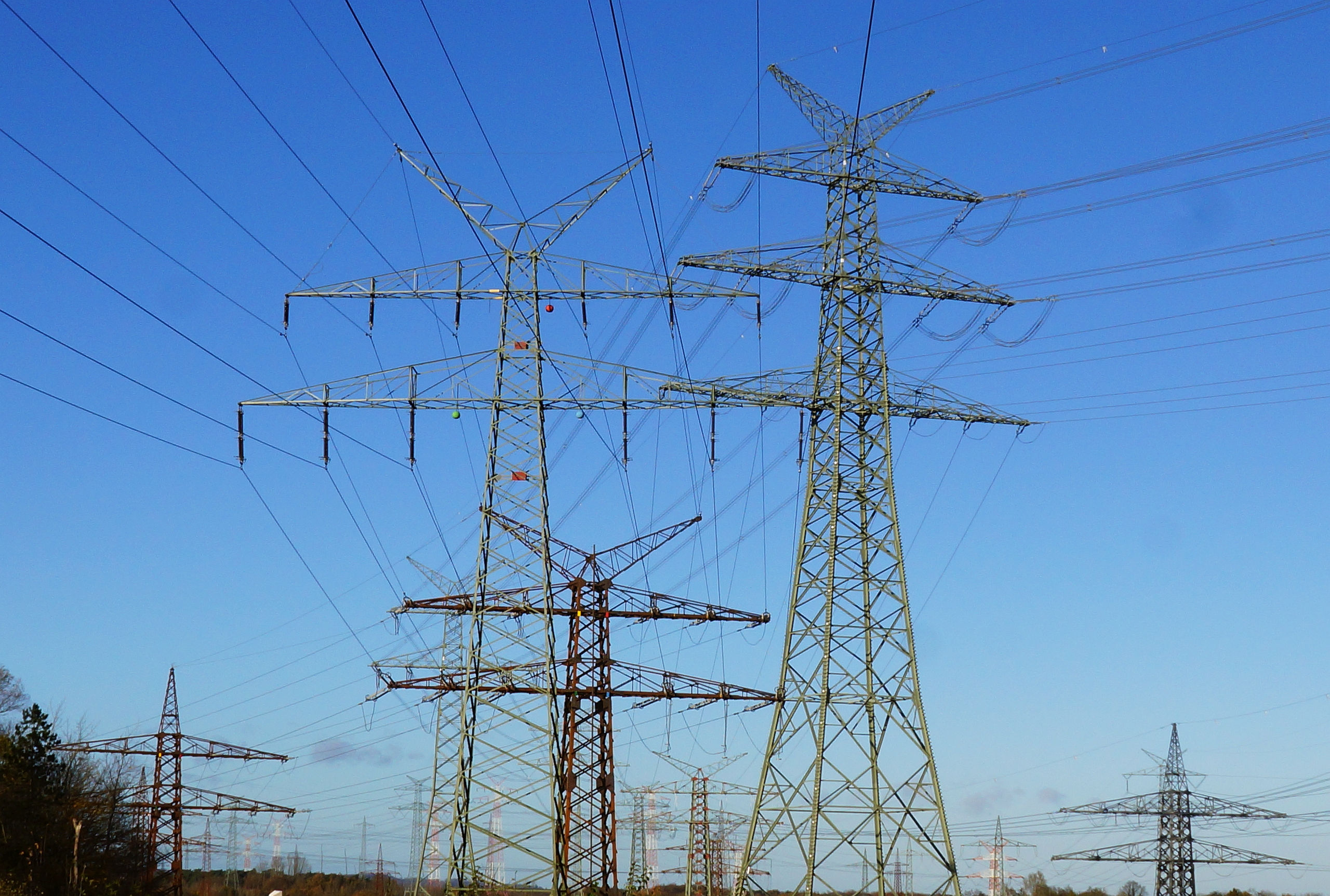
17 Leitungsmasten z. T. mit Kreuzungs-funktionen für Trassenführungen längs und quer zum Nord-Ostsee-Kanal bei der Rader Hochbrücke (südöstlich)
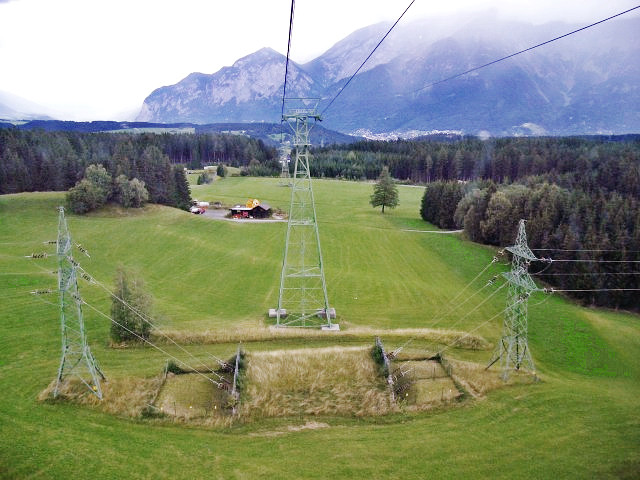
Kreuzung Patscherkofelbahn / Bahnstromleitung

Eine Liste bekannter Kreuzungen findet sich unter Freileitungskreuzung.